# غالاكسيان3: بروجكت دراغون
غالاكسيان3: بروجكت دراغون (بالإنجليزية: Galaxian3: Project Dragoon)، هي لعبة فيديو يابانية من نوع شوتم أب، صدرت اللعبة في منصة الآركيد سنة 1990، وتم إعادة إصدار اللعبة سنة 1996 على منصة بلاي ستيشن، وهي الجزء الثالث من سلسلة ألعاب غالاكسيان.